# Beleriand dalai
A Beleriand dalai (The Lays of Beleriand) J. R. R. Tolkien angol író és nyelvész könyve, melyet fia, Christopher R. Tolkien adott ki az író halála után, az Allen and Unwin kiadónál (mely apja több más munkáját is publikálta), először 1985-ben, a "Középfölde históriája" sorozat részeként. Magyarországon 2018-ban jelent meg.

## Tartalom
A kötet Tolkien heroikus történeteinek formálódását ismerteti, közülük is a két leghíresebbet: Húrin gyermekeinek történetét, valamint Beren és Lúthien szerelmének történetét. Bár mindkét mese befejezetlen maradt, Tolkien elég jegyzetet hagyott hátra ahhoz, hogy a műveket később ki lehessen adni, Mindkét mű kétféle változatban készült, ebben a kötetben az elbeszélő költeményes változatban szerepelnek.
Ezeken túl néhány rövidebb, töredékesebb formában fennmaradt verset is tartalmaz a kötet: a noldák futásáról szólót, Eärendel történetét, és Gondolin bukásának történetét.
Az első változatok kronológiailag illeszkednek Tolkien korai műveihez, melyek az Elveszett mesék könyvében szerepelnek, Beren és Lúthien története viszont A Gyűrűk Urával egyszerre készült.

### Tartalomjegyzék
- Előszó
- I. Húrin gyermekeinek éneke
- II. Korán elvetett költemények
- III. A „Leithian-ének”
- Függelék
- IV. A „Leithian-ének” átdolgozása
- Névmutató
- Utószó a Középfölde Históriája sorozat harmadik kötetéhez

## Magyarul
- Beleriand dalai; ford. Nagy Andrea, Ábrahám Zsófia, Bonácz Ágnes; Helikon, Bp., 2018 (Középfölde históriája) ISBN 9789632278575

## Lásd még
- J. R. R. Tolkien
- A szilmarilok